# Az alelnök epizódjainak listája
Ez a cikk Az alelnök című sorozat epizódjait listázza.

## Évados áttekintés
| Évad | Évad | Epizódok | Eredeti sugárzás  | Eredeti sugárzás | Eredeti adó | Magyar sugárzás     | Magyar sugárzás      | Magyar adó |
| Évad | Évad | Epizódok | Évadpremier       | Évadfinálé       | Eredeti adó | Évadpremier         | Évadfinálé           | Magyar adó |
| ---- | ---- | -------- | ----------------- | ---------------- | ----------- | ------------------- | -------------------- | ---------- |
|      | 1    | 8        | 2012. április 22. | 2012. június 10. | HBO         | 2012. augusztus 14. | 2012. október 2.     | HBO        |
|      | 2    | 10       | 2013. április 14. | 2013. június 23. | HBO         | 2013. július 2.     | N/A                  | HBO        |
|      | 3    | 10       | 2014. április 6.  | 2014. június 8.  | HBO         | 2014. július 15.    | 2014. szeptember 16. | HBO        |
|      | 4    | 10       | 2015. április 12. | 2015. június 14. | HBO         | 2015. április 12.   | N/A                  | HBO        |
|      | 5    | 10       | 2016. április 26. | 2016. június 24. | HBO         | 2016. április 25.   | N/A                  | HBO        |
|      | 6    | 10       | 2017. április 16. | 2017. június 25. | HBO         | 2017. április 17.   | 2017. június 26.     | HBO        |
|      | 7    | 7        | 2019. március 31. | 2019. május 12.  | HBO         | 2019. április 1.    | 2019. május 13.      | HBO        |

## Epizódok

### 1. évad (2012)
| Sor. | Év. | Cím             | Rendező            | Író                                                                                                | Premier                               | Nézettség   |
| ---- | --- | --------------- | ------------------ | -------------------------------------------------------------------------------------------------- | ------------------------------------- | ----------- |
| 1.   | 1.  | Fundraiser      | Armando Iannucci   | Történet: Armando Iannucci Tévéjáték: Armando Iannucci és Simon Blackwell                          | 2012. április 22. 2012. augusztus 14. | 1,38 millió |
| 2.   | 2.  | Frozen Yoghurt  | Armando Iannucci   | Történet: Simon Blackwell Tévéjáték: Simon Blackwell és Armando Iannucci                           | 2012. április 29. 2012. augusztus 21. | 1,15 millió |
| 3.   | 3.  | Catherine       | Tristram Shapeero  | Történet: Sean Gray, Armando Iannucci és Tony Roche Tévéjáték: Sean Gray és Tony Roche             | 2012. május 6. 2012. augusztus 28.    | 0,95 millió |
| 4.   | 4.  | Chung           | Armando Iannucci   | Történet: Sean Gray, Armando Iannucci és Will Smith Tévéjáték: Sean Gray és Will Smith             | 2012. május 13. 2012. szeptember 4.   | 0,94 millió |
| 5.   | 5.  | Nicknames       | Tristram Shapeero  | Simon Blackwell és Armando Iannucci                                                                | 2012. május 20. 2012. szeptember 11.  | 0,81 millió |
| 6.   | 6.  | Baseball        | Armando Iannucci   | Történet: Simon Blackwell, Armando Iannucci és Tony Roche Tévéjáték: Simon Blackwell és Tony Roche | 2012. május 27. 2012. szeptember 18.  | 0,83 millió |
| 7.   | 7.  | Full Disclosure | Christopher Morris | Történet: Roger Drew, Armando Iannucci és Ian Martin Tévéjáték: Roger Drew és Ian Martin           | 2012. június 3. 2012. szeptember 25.  | 1,18 millió |
| 8.   | 8.  | Tears           | Armando Iannucci   | Történet: Jesse Armstrong és Armando Iannucci Tévéjáték: Jesse Armstrong                           | 2012. június 10. 2012. október 2.     | 1,08 millió |

### 2. évad (2013)
| Sor. | Év. | Cím                  | Rendező            | Író                                                                                                | Premier                           | Nézettség   |
| ---- | --- | -------------------- | ------------------ | -------------------------------------------------------------------------------------------------- | --------------------------------- | ----------- |
| 9.   | 1.  | Midterms             | Christopher Morris | Történet: Armando Iannucci és Will Smith Tévéjáték: Will Smith                                     | 2013. április 14. 2013. július 2. | 1,19 millió |
| 10.  | 2.  | Signals              | Chris Addison      | Történet: Simon Blackwell és Armando Iannucci Tévéjáték: Simon Blackwell                           | 2013. április 21.                 | 1,11 millió |
| 11.  | 3.  | Hostages             | Chris Addison      | Történet: Armando Iannucci és Sean Gray Tévéjáték: Sean Gray                                       | 2013. április 28.                 | 1,32 millió |
| 12.  | 4.  | The Vic Allen Dinner | Chris Addison      | Simon Blackwell és Armando Iannucci                                                                | 2013. május 5.                    | 1,19 millió |
| 13.  | 5.  | Helsinki             | Becky Martin       | Történet: Ian Martin és Armando Iannucci Tévéjáték: Ian Martin                                     | 2013. május 12.                   | 1,21 millió |
| 14.  | 6.  | Andrew               | Christopher Morris | Történet: Armando Iannucci és Tony Roche Tévéjáték: Tony Roche                                     | 2013. május 19.                   | 1,09 millió |
| 15.  | 7.  | Shutdown             | Becky Martin       | Történet: Simon Blackwell, Tony Roche és Armando Iannucci Tévéjáték: Simon Blackwell és Tony Roche | 2013. június 2.                   | 1,21 millió |
| 16.  | 8.  | First Response       | Armando Iannucci   | Történet: Roger Drew és Armando Iannucci Tévéjáték: Roger Drew                                     | 2013. június 9.                   | 1,10 millió |
| 17.  | 9.  | Running              | Tim Kirkby         | Történet: Sean Gray, Armando Iannucci és Will Smith Tévéjáték: Sean Gray és Will Smith             | 2013. június 16.                  | 1,03 millió |
| 18.  | 10. | D.C.                 | Tim Kirkby         | Armando Iannucci és Tony Roche                                                                     | 2013. június 23.                  | 0,99 millió |

### 3. évad (2014)
| Sor. | Év. | Cím                  | Rendező            | Író | Premier                              | Nézettség   |
| ---- | --- | -------------------- | ------------------ | --- | ------------------------------------ | ----------- |
| 19.  | 1.  | Some New Beginnings  | Chris Addison      | Történet: Armando Iannucci, Sean Gray és Will Smith Tévéjáték: Sean Gray és Will Smith                                     | 2014. április 6. 2014. július 15.    | 0,96 millió |
| 20.  | 2.  | The Choice           | Becky Martin       | Történet: Armando Iannucci, Roger Drew és Ian Martin Tévéjáték: Roger Drew és Ian Martin                                   | 2014. április 13. 2014. július 22.   | 0,86 millió |
| 21.  | 3.  | Alicia               | Christopher Morris | Történet: Armando Iannucci, Sean Gray és Ian Martin Tévéjáték: Sean Gray és Ian Martin                                     | 2014. április 20. 2014. július 29.   | 0,77 millió |
| 22.  | 4.  | Clovis               | Armando Iannucci   | Történet: Armando Iannucci, Kevin Cecil, Roger Drew és Andy Riley Tévéjáték: Kevin Cecil, Roger Drew és Andy Riley         | 2014. április 27. 2014. augusztus 5. | 0,92 millió |
| 23.  | 5.  | Fishing              | Becky Martin       | Történet: Armando Iannucci, Georgia Pritchett és Will Smith Tévéjáték: Georgia Pritchett és Will Smith                     | 2014. május 4. 2014. augusztus 12.   | 1,02 millió |
| 24.  | 6.  | Detroit              | Tim Kirkby         | Történet: Armando Iannucci, Kevin Cecil, David Quantick és Andy Riley Tévéjáték: Kevin Cecil, David Quantick és Andy Riley | 2014. május 11. 2014. augusztus 19.  | 1,06 millió |
| 25.  | 7.  | Special Relationship | Becky Martin       | Történet: Simon Blackwell, Armando Iannucci és Tony Roche Tévéjáték: Simon Blackwell és Tony Roche                         | 2014. május 18. 2014. augusztus 26.  | 1,09 millió |
| 26.  | 8.  | Debate               | Armando Iannucci   | Történet: Armando Iannucci, David Quantick és Tony Roche Tévéjáték: David Quantick és Tony Roche                           | 2014. június 1. 2014. szeptember 2.  | 1,06 millió |
| 27.  | 9.  | Crate                | Chris Addison      | Történet: Armando Iannucci, Simon Blackwell és Georgia Pritchett Tévéjáték: Simon Blackwell és Georgia Pritchett           | 2014. június 8. 2014. szeptember 9.  | 0,95 millió |
| 28.  | 10. | New Hampshire        | Chris Addison      | Történet: Simon Blackwell, Armando Iannucci és Tony Roche Tévéjáték: Simon Blackwell és Tony Roche                         | 2014. június 8. 2014. szeptember 16. | 0,95 millió |

### 4. évad (2015)
| Sor. | Év. | Cím                 | Rendező          | Író | Premier           | Nézettség   |
| ---- | --- | ------------------- | ---------------- | --- | ----------------- | ----------- |
| 29.  | 1.  | Joint Session       | Chris Addison    | Történet: Armando Iannucci, Simon Blackwell és Georgia Pritchett Tévéjáték: Simon Blackwell és Georgia Pritchett                 | 2015. április 12. | 1,05 millió |
| 30.  | 2.  | East Wing           | Stephanie Laing  | Történet: Armando Iannucci, Kevin Cecil, Roger Drew és Andy Riley Tévéjáték: Kevin Cecil, Roger Drew és Andy Riley               | 2015. április 19. | 0,99 millió |
| 31.  | 3.  | Data                | Becky Martin     | Történet: Armando Iannucci, Simon Blackwell, Neil Gibbons és Rob Gibbons Tévéjáték: Simon Blackwell, Neil Gibbons és Rob Gibbons | 2015. április 26. | 0,98 millió |
| 32.  | 4.  | Tehran              | Becky Martin     | Történet: Armando Iannucci, Ian Martin és Tony Roche Tévéjáték: Ian Martin és Tony Roche                                         | 2015. május 3.    | 0,98 millió |
| 33.  | 5.  | Convention          | Stephanie Laing  | Történet: Armando Iannucci, Sean Gray és David Quantick Tévéjáték: Sean Gray és David Quantick                                   | 2015. május 10.   | 0,82 millió |
| 34.  | 6.  | Storms and Pancakes | Chris Addison    | Történet: Armando Iannucci, Georgia Pritchett és Will Smith Tévéjáték: Georgia Pritchett és Will Smith                           | 2015. május 17.   | 0,74 millió |
| 35.  | 7.  | Mommy Meyer         | Becky Martin     | Történet: Armando Iannucci, Roger Drew és David Quantick Tévéjáték: Roger Drew és David Quantick                                 | 2015. május 24.   | 0,98 millió |
| 36.  | 8.  | B/ill               | Becky Martin     | Történet: Armando Iannucci, Tony Roche, Andy Riley és Kevin Cecil Tévéjáték: Tony Roche, Andy Riley és Kevin Cecil               | 2015. május 31.   | 0,99 millió |
| 37.  | 9.  | Testimony           | Armando Iannucci | Történet: Sean Gray, Armando Iannucci és Will Smith Tévéjáték: Sean Gray és Will Smith                                           | 2015. június 7.   | 0,91 millió |
| 38.  | 10. | Election Night      | Chris Addison    | Történet: Simon Blackwell, Armando Iannucci és Tony Roche Tévéjáték: Simon Blackwell és Tony Roche                               | 2015. június 14.  | 1,11 millió |

### 5. évad (2016)
| Sor. | Év. | Cím                 | Rendező         | Író                                        | Premier                             | Nézettség   |
| ---- | --- | ------------------- | --------------- | ------------------------------------------ | ----------------------------------- | ----------- |
| 39.  | 1.  | Morning After       | Chris Addison   | David Mandel                               | 2016. április 24. 2016. április 25. | 1,10 millió |
| 40.  | 2.  | Nev-AD-a            | Chris Addison   | Lew Morton                                 | 2016. május 1.                      | 1,01 millió |
| 41.  | 3.  | The Eagle           | Chris Addison   | Steve Koren                                | 2016. május 8.                      | 0,97 millió |
| 42.  | 4.  | Mother              | Dale Stern      | Alex Gregory és Peter Huyck                | 2016. május 15.                     | 0,97 millió |
| 43.  | 5.  | Thanksgiving        | Chris Addison   | Sean Gray, Georgia Pritchett és Will Smith | 2016. május 22.                     | 0,92 millió |
| 44.  | 6.  | C**tgate            | Brad Hall       | Georgia Pritchett és Will Smith            | 2016. május 29.                     | 0,98 millió |
| 45.  | 7.  | Congressional Ball  | Maurice Marable | Billy Kimball                              | 2016. június 5.                     | 1,10 millió |
| 46.  | 8.  | Camp David          | Becky Martin    | Rachel Axler                               | 2016. június 12.                    | 0,85 millió |
| 47.  | 9.  | Kissing Your Sister | David Mandel    | Erik Kenward                               | 2016. június 19.                    | 0,90 millió |
| 48.  | 10. | Inauguration        | Becky Martin    | Jim Margolis                               | 2016. június 26.                    | 1,15 millió |

### 6. évad (2017)
| Sor. | Év. | Cím            | Rendező              | Író                                    | Premier                             | Nézettség   |
| ---- | --- | -------------- | -------------------- | -------------------------------------- | ----------------------------------- | ----------- |
| 49.  | 1.  | Omaha          | David Mandel         | Lew Morton                             | 2017. április 16. 2017. április 17. | 0,66 millió |
| 50.  | 2.  | Library        | Craig Zisk           | Alex Gregory és Peter Huyck            | 2017. április 23. 2017. április 24. | 0,63 millió |
| 51.  | 3.  | Georgia        | Becky Martin         | Billy Kimball                          | 2017. április 30. 2017. május 1.    | 0,54 millió |
| 52.  | 4.  | Justice        | Dale Stern           | Rachel Axler                           | 2017. május 7. 2017. május 8.       | 0,49 millió |
| 53.  | 5.  | Chicklet       | Beth McCarthy-Miller | Gabrielle Allan és Jennifer Crittenden | 2017. május 14. 2017. május 15.     | 0,62 millió |
| 54.  | 6.  | Qatar          | Becky Martin         | Steve Hely                             | 2017. május 21. 2017. május 22.     | 0,61 millió |
| 55.  | 7.  | Blurb          | Morgan Sackett       | Ian Maxtone-Graham                     | 2017. május 28. 2017. május 29.     | 0,55 millió |
| 56.  | 8.  | Judge          | Beth McCarthy-Miller | Ted Cohen                              | 2017. június 11. 2017. június 12.   | 0,64 millió |
| 57.  | 9.  | A Woman First  | Brad Hall            | Erik Kenward                           | 2017. június 18. 2017. június 19.   | 0,57 millió |
| 58.  | 10. | Groundbreaking | David Mandel         | David Mandel                           | 2017. június 25. 2017. június 26.   | 0,54 millió |

### 7. évad (2019)
| Sor. | Év. | Cím               | Rendező              | Író                                                      | Premier                             | Nézettség   |
| ---- | --- | ----------------- | -------------------- | -------------------------------------------------------- | ----------------------------------- | ----------- |
| 59.  | 1.  | Iowa              | David Mandel         | Lew Morton                                               | 2019. március 31. 2019. április 1.  | 0,53 millió |
| 60.  | 2.  | Discovery Weekend | Dale Stern           | Billy Kimball és Erik Kenward                            | 2019. április 7. 2019. április 8.   | 0,47 millió |
| 61.  | 3.  | Pledge            | Morgan Sackett       | Rachel Axler                                             | 2019. április 14. 2019. április 15. | 1,00 millió |
| 62.  | 4.  | South Carolina    | Beth McCarthy-Miller | Alex Gregory és Peter Huyck                              | 2019. április 21. 2019. április 22. | 1,05 millió |
| 63.  | 5.  | Super Tuesday     | Becky Martin         | Ted Cohen, Gabrielle Allan és Jennifer Crittenden        | 2019. április 28. 2019. április 29. | 1,08 millió |
| 64.  | 6.  | Oslo              | Brad Hall            | Steve Hely, Ian Maxtone-Graham, Dan O'Keefe és Dan Mintz | 2019. május 5. 2019. május 6.       | 1,07 millió |
| 65.  | 7.  | Veep              | David Mandel         | David Mandel                                             | 2019. május 12. 2019. május 13.     | 1,10 millió |